# Calogero Sgarito
Calogero Sgarito es un deportista italiano que compitió en tiro con arco, en la modalidad de arco recurvo. Ganó una medalla de bronce en el Campeonato Mundial de Tiro con Arco en Sala de 1995, en la prueba de equipo.

## Palmarés internacional
| Campeonato Mundial en Sala | Campeonato Mundial en Sala | Campeonato Mundial en Sala | Campeonato Mundial en Sala |
| Año                        | Lugar                      | Medalla                    | Prueba                     |
| -------------------------- | -------------------------- | -------------------------- | -------------------------- |
| 1995                       | Birmingham (Reino Unido)   | Medalla de bronce          | Equipo                     |